# Schloss Groschlattengrün

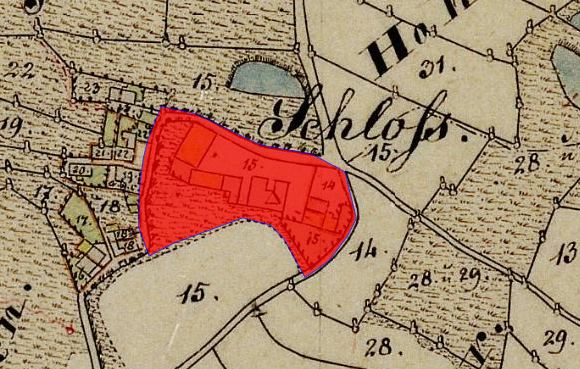
Lageplan von Schloss Groschlattengrün auf dem Urkataster von Bayern

Das Schloss Groschlattengrün befindet sich in dem gleichnamigen Gemeindeteil der Oberpfälzer Gemeinde Pechbrunn im Landkreis Tirschenreuth (Schlößl 5). Die Anlage wird als Bodendenkmal unter der Aktennummer D-3-6038-0039 im Bayernatlas als „archäologische Befunde der frühen Neuzeit im Bereich des ehem. Hofmarkschlosses Groschlattengrün, darunter die Spuren von Vorgängerbauten bzw. älterer Bauphasen“ geführt. 

## Geschichte
Im ältesten Lehensverzeichnis des Klosters Waldsassen ist zu Beginn des 14. Jahrhunderts erstmals eine Ödung in Groschlattengrün angeführt („desertum in Vscholtzgrun“), 1362 wurde dort eine zum Gut Fockenfeld gehörende Wiese genannt und 1395 wurde „Uswaltsgrune“ als ein Ort im Egerer Land genannt, dem keine Landsteuer mehr vorgeschrieben war. Der Name „Vscholtzgrun“ könnte auf einen Ortsgründer namens Uschold oder Oswald hinweisen.
1404 verkauften Erhard und Sieghard Schirndinger zu Schirnding den halben Teil des Dorfes an den Hammermeister Thoma zu Lorenzenreuth, die andere Hälfte an die Familie Redwitz zu Oberredwitz. Später waren drei Viertel des Dorfes samt Zugehörung in einem Lehensverhältnis zum Kloster Waldsassen und ein Viertel zum Kloster Speinshart. Groschlattengrün gehörte hinsichtlich der Lehenshoheit zum Burggrafenamt ob dem Gebirg der Burggrafen von Nürnberg und wurde später in das Markgraftum Bayreuth eingegliedert.
Die Lehensanteile beider Klöster hatte zu Beginn des 16. Jahrhunderts ein Grundbesitzer, der auch mit der niederen Gerichtsbarkeit ausgestattet war. 1546 bekam Heinrich von Thölau (Tellein), Plechschmied genannt, die zu Speinshart gehörenden Liegenschaften als Lehen, 1549 erhielt er von dem Administrator des Stiftes Waldsassen, Heinrich Rudolf von Weze, den Lehensbrief für Dreiviertel von „Uscholzgrun samt seiner zugehorung“ ausgestellt. 1551 übernahm der Schwiegersohn des Heinrich, Balthasar Liebhart, das Gut. Dieses ging 1554 an Magister Johann Samet zu Gefrees als Erbe seiner ersten Frau, einer geborenen von Thölau, über. Sein Sohn Friedrich Sittig zu Wölsau erwarb auf dem Erbweg 1586 das Gut. 1593 wurde das Gut zwischen Friedrich Sittig und seinem Bruder Hans Georg geteilt. Der nächste Inhaber war Erasmus Schiller in Münchsberg, der Schwager der beiden Brüder, der 1609 mit Groschlattengrün („Uscholzgrün“) belehnt wurde. Hans Heinrich Müffling, genannt Weiß, erbte 1615 das Lehen. Nach dem Dreißigjährigen Krieg wurde dessen Sohn Christoph Heinrich Müffling, Hauptmann der Sechs Ämter in Wunsiedel, als Besitzer von Groschlattengrün („Uscholtsgrün, Groschlazgruen“) angeführt. Ihm folgten seine minderjährigen Söhne Hans Joachim, Hans Heinrich und Friedrich Wilhelm Müfflingnach. Als Lehensträger wurde Matheus Göring, markgräflich brandenburgischer Vogt in Weißenstadt, eingesetzt. 1657 kaufte Rittmeister Hans Wilhelm von und zu Brand „Groschlattenburg“ von den Müfflingschen Erben. Er verstarb 1663 ohne männlichen Erben; Kloster Speinshart belehnte daraufhin Groschlattengrün an den von Waldenfels und den von Feilitsch, die Gatten der Töchter des Brand, Kloster Waldsassen gab 1670 seinen Dreiviertelanteil an die Witwe des Brand und dessen drei Töchter Anna Sibilla, Sabina Margareta und Maria Susanna. 1671 wurde Hans Christoph von Feilitsch für sich und seinen Schwager Christoph Philipp von Waldenfels als Lehensträger der Brandschen Töchter in die Pflicht genommen. 1681 trat nach dem Tod des Christoph Philipp von Waldenfels ein Peter Stüber und 1690 ein Hans Rößler als Lehensträger für die Erben auf. Danach verblieb Groschlattengrün im Besitz der Familie von Waldenfels. Allerdings wurden die durch Erbfälle zersplitterten Besitzrechte zumeist von den Gerichtsverwaltern zu Groschlattengrün wahrgenommen.
Aufgrund des Tauschvertrages zwischen dem Kurfürstentum Bayern und dem Königreich Preußen wurde 1804 die Hofmark Groschlattengrün an Bayern abgetreten und provisorisch dem Landgericht Waldsassen zugeteilt. Lehensinhaber war seit 1799 Philipp Wilhelm Joseph Freiherr von Waldenfels, würzburgischer Kämmerer und Gardekapitän, der am 19. Oktober 1804 in Groschlattengrün eingewiesen wurde. Er diente zunächst als Offizier im bayerischen Militär, ab 1806 dann in der großherzoglich würzburgischen Leibgarde. 1814 wurde ein Ortsgericht Groschlattengrün genehmigt, das 1818 in ein Patrimonialgericht umgewandelt wurde. Nach dem Verzicht des Grundbesitzers auf die Gerichtsrechte wurde Groschlattengrün am 21. Juni 1823 dem Landgericht Waldsassen einverleibt. 1832 wurde Groschlattengrün an den Bayreuther Emanuel Osmund verkauft und das Schloss verkam im Laufe der Jahre. Heute wohnt die Familie Nothaft in dem Schloss, die es wieder renoviert und hergestellt hat.

## Schloss Groschlattengrün heute
1684 wurde das Schloss als „für Adlige nicht bewohnbar“ bezeichnet. 1697 wurde es neu errichtet. Das Schloss ist heute ein zweigeschossiger Walmdachbau mit zwei vorspringenden Seitenflügeln und weiteren Wirtschaftsgebäuden.